# Eritritol
Eritritol ((2R,3S)-butan-1,2,3,4-tetraol) je šećerni alkohol (poliol) koji je odobren za upotrebu kao prehrambeni aditiv u Sjedinjenim Američkim Državama i većini drugih zemalja. Njega je otkrio britanski hemičar Džon Stenhous 1848. On se prirodno javlja u nekim vrstama voća i fermentisane hrane. Na industrijskom nivou, on se proizvodi iz glukoze fermentacijom pomoću kvasca, Moniliella pollinis. On ima 60–70% slatkoće stonog šećera, mada ima marginalnu kaloričnu vrednost od 0.2 kilokalorija po gramu (95% manje od drugih šećera). On ne utiče na nivo krvnog šećera; ne uzrokuje oštećenja zuba; parcijalno se spsorbuje u telu; i izlučuje se putem urina i izmeta. On je u manjoj meri sklon izazivanju gastričnih nuspojava u odnosu na druge šećerne alkohole, usled njegovog jedistvenog puta varenja.